# 長寛
長寛 (ちょうかん、旧字体：長寛󠄁)は、日本の元号の一つ。応保の後、永万の前。1163年から1165年までの期間を指す。この時代の天皇は二条天皇。

## 改元
- 応保3年3月29日（ユリウス暦1163年5月4日） 疱瘡により改元
- 長寛3年6月5日（ユリウス暦1165年7月14日） 永万に改元

## 長寛期におきた出来事
- 1165年（長寛2年）
  - 12月17日（1月30日） - 蓮華王院本堂（三十三間堂）完成。

## 西暦との対照表
※は小の月を示す。
| 長寛元年（癸未） | 一月      | 二月 | 三月※ | 四月 | 五月※ | 六月 | 七月※ | 八月  | 九月※ | 十月  | 十一月※ | 十二月   |           |
| ---------------- | --------- | ---- | ----- | ---- | ----- | ---- | ----- | ----- | ----- | ----- | ------- | -------- | --------- |
| ユリウス暦       | 1163/2/5  | 3/7  | 4/6   | 5/5  | 6/4   | 7/3  | 8/2   | 8/31  | 9/30  | 10/29 | 11/28   | 12/27    |           |
| 長寛二年（甲申） | 一月※     | 二月 | 三月※ | 四月 | 五月※ | 六月 | 七月  | 八月※ | 九月  | 十月※ | 閏十月※ | 十一月   | 十二月    |
| ユリウス暦       | 1164/1/26 | 2/24 | 3/25  | 4/23 | 5/23  | 6/21 | 7/21  | 8/20  | 9/18  | 10/18 | 11/16   | 12/15    | 1165/1/14 |
| 長寛三年（乙酉） | 一月※     | 二月 | 三月※ | 四月 | 五月※ | 六月 | 七月※ | 八月  | 九月  | 十月※ | 十一月  | 十二月   |           |
| ユリウス暦       | 1165/2/13 | 3/14 | 4/13  | 5/12 | 6/11  | 7/10 | 8/9   | 9/7   | 10/7  | 11/6  | 12/5    | 1166/1/4 |           |